# Edificis «El Rancho Grande»
Els edificis «El Rancho Grande» són un conjunt residencial que ocupa la meitat de l'illa de cases situada entre la Via Augusta i els carrers de Muntaner i Santaló de Barcelona. Està catalogat com a bé amb elements d'interès (categoria C).

## Història i descripció
Projectats el 1944 per l'arquitecte Joaquim Lloret i Homs, són un conjunt d'habitatges plurifamiliars, entre mitgeres, que formen dos volums units per un altre més baix, cosa que permet que els més alts, de planta baixa, sis plantes i àtic, disposin de finestres cap a l'interior del pati d'illa. D'estil noucentista, una gran cornisa recorre tota la façana, que divideix la façana, que passa de ser de pedra artificial a totxo vist als àtics. Les dues cantonades són arrodonides, rematades per una cúpula, que contribueixen a donar un caràcter monumental a la composició.